# 腹膜炎
腹膜炎，是指一種發生於腹膜的炎症反應。該反應主要由細菌感染、化學物質、物理性傷害等因素引起，且很可能因沒有及時治療而危及生命。其徵狀可能包含劇烈疼痛、腹部腫脹、發燒或體重減少等。部分或整個腹部可能因此對痛覺敏感。併發症可能有休克及急性呼吸窘迫症候群等。
腹膜炎的成因有腸胃穿孔、胰腺炎、骨盆腔發炎、胃及十二指腸潰瘍、肝硬化或闌尾炎等。風險因素有腹水及腹膜透析等。其診察方式主要以理學檢查、血液檢查、醫學影像等為基礎。
其治療通常包含抗細菌藥、靜脈注射、鎮痛藥及手術等。其他療法可能包含鼻胃管灌食或輸血等。若無接受治療，患者將可能在數日內死亡。

## 外部連結
- 腹膜炎| 元氣網 （页面存档备份，存于）
- 【腹膜炎】 （页面存档备份，存于） - 台東基督教醫院
- 腹膜炎- 嘉義長庚一般外科 - cgmh.org.tw （页面存档备份，存于）
- 【台灣ｅ院】常見問題－腹膜炎 （页面存档备份，存于）
- 腹膜炎的照護注意事項 - 光田綜合醫院

### 延伸閱讀
- 獸醫科技資訊網：組織病理研討會\88年度\其他動物\貓傳染性腹膜炎 （页面存档备份，存于）
- 貓感染性腹膜炎 - 寵物疾病 - Hong Kong Vet Services Ltd. - Animal Clinic 獸醫診所 （页面存档备份，存于）